# Отмица Луфтханзиног авиона 1977.
Отмица Луфтханзиног авиона 1977. представља отмицу Луфтханзиног Боинга 737 од стране палестинске терористичке групе.
Тај догађај је уско повезан са отмицом у Келну Ханса Мартина Шлејера, председника немачке привредне коморе. Шлејера је отела терористичка група Фракција црвене армије (РАФ). Немачка антитерористичка јединица је успела да у Могадишу ослободи авион са отетим путницима, а да ниједан путник није био повређен.

## Почетни догађаји
Луфтханзин авион лет број LH181, зван и Ландшут, летио је 13. октобра 1977. из Палме де Мајорке према Франкфурту са 91 путником и чланом посаде. Отела га је палестинска терористичка група "Популарни фронт за ослобођење Палестине" (ПФЛП). Вођа им је био Зоаир Јусиф Акаче, зван капетан Мартир Махмуд. Авион је променио курс и слетио је у Риму да би авион напунио горивом. Махмуд је захтевао да се ослободи 11 затворених терориста РАФа. и 15 милиона долара. Авион је наставио лет и заустављао се у Ларнаци, Бахреину, Дубаиjу. На доста места су одбијали да дозволе слетање авиона. У Дубаију је 15. октобра капетан авиона Шуман успео да јави колики је број отмичара, па му је Махмуд запретио да ће га убити. Оман их је одбио, па су кренули према Адену. Главна стаза је била блокирана возилима, а авион је био са јако мало горива, па је капетан морао да слети на уску стазу. Пошто је слетање било доста грубо, капетан је добио дозволу од отмичара да провери стање опреме за слетање и да напусти авион. Капетан Шуман се није одмах враћао у авион. Више пута су га звали и претили да ће дигнути авион у ваздух. Капетан се након поприлично дуго времена вратио, а Махмуд га је одмах убио. Што је капетан авиона радио толико дуго ван авиона није баш најјасније, али се претпоставља да је давао информације властима, где је постављен семтекс експлозив.

## Операција Магична ватра
Авион је 17. октобра 1977. слетио у 3:30 UTC на аеродром Могадиш у Сомалији. Тело капетана Шумана су бацили на писту. Захтевали су да РАФ терористи буду ослобођени до 14:30 UTC. Пошто је ослобођен један терориста РАФ-а, а трансфер до Могадиша је захтевао још неколико сати продужили су рок до следећег дана 00:30 UTC. 
Тим немачких командоса, припадника антитерористичке јединице ГСГ9, следио је отети авион од Ларнаке целим путем. Уследили су политички преговори са сомалијским вођом Мохамедом Сиадом Бареом, па су јединици ГСГ9 помагале сомалијске снаге и САС. Напали су отети авион у 23:05 UTC (у Сомалији је већ био 18. октобар). Командоси су ушли у авион користећи излазе из авиона, који су се налазили испод мотора и преко крила. Разнели су врата и унутра убацили новодизајниране бомбе, које је обезбедио САС. Само је један од 5 терориста преживео. Један члан ГСГ9 и један члан посаде су били озлеђени. Свих 86 талаца спасено је и већина је одлетела за Франкфурт неколико сати касније.

## Последице
После ослобађања авиона вође РАФ-а су се убили у јако чуваном затвору. Због тога је друга генерација РАФ-оваца убила отетог Ханса Мартина Шлејера. После те кризе немачка влада је изјавила да никад више неће преговарати са терористима. Медији и политичари су хвалили Хелмута Шмита због одлуке да се ослободи авион са отетим путницима.